# E. L. Konigsburg
Elaine Lobl Konigsburg (10 de febrero de 1930 – 19 de abril de 2013) fue una escritora e ilustradora de libros. infantiles y juveniles. Es una de los seis escritores que ganaron dos medallas Newbery, el premio de la American Library Association "a la más distinguida contribución a la literatura americana para niños."